# Caenis pygmaea
Caenis pygmaea is een haft uit de familie Caenidae. De wetenschappelijke naam van de soort is voor het eerst geldig gepubliceerd in 1888 door Costa.
De soort komt voor in het Palearctisch gebied.